# Гапон, Степан Григорьевич
Степан Григорьевич Гапон (1 сентября 1929, село Городище — 11 июня 2002) — советский государственный деятель, шахтер, бригадир проходчиков шахтостроительного управления № 5 треста «Укрособуглемонтаж» города Червонограда Львовской области. Герой Социалистического Труда (11.08.1966). Депутат Верховного Совета УССР 5-го созыва.

## Биография
Родился в крестьянской семье. Окончил Львовское педагогическое училище. До осени 1956 года служил в Советской армии.
С 1956 года — проходчик, а с января 1957 года — бригадир проходчиков шахтостроительного управления № 5 треста «Укрособуглемонтаж» города Червонограда Львовской области. Бригада Гапона достигала показателя 112 метров проходки в течение месяца. Член КПСС.
Потом — на пенсии в городе Червонограде Львовской области.

## Награды
- Герой Социалистического Труда (11.08.1966)
- орден Ленина (11.08.1966)
- медали